# 藤原工業大学 (旧制)
| 藤原工業大学 | 藤原工業大学       |
| ------------ | ------------------ |
| 創立         | 1939年（昭和14年） |
| 所在地       | 神奈川県横浜市日吉 |
| 初代理事長   | 藤原銀次郎         |
| 初代学長     | 小泉信三           |
| 廃止         | 1944年（昭和19年） |
| 後身校       | 慶應義塾大学工学部 |
| 同窓会       | 藤原科学財団       |

藤原工業大学（ふじわらこうぎょうだいがく）は、1939年（昭和14年）に設立された旧制大学。日本で最初に設立された私立工業単科大学であった。

## 概要

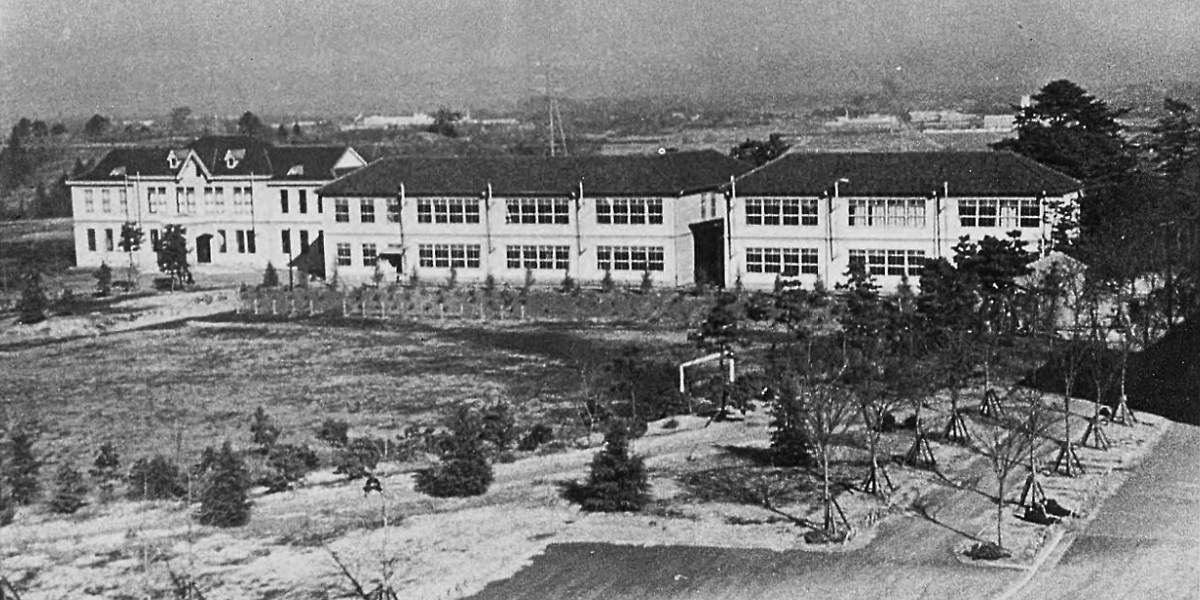
開校当時の藤原工業大学

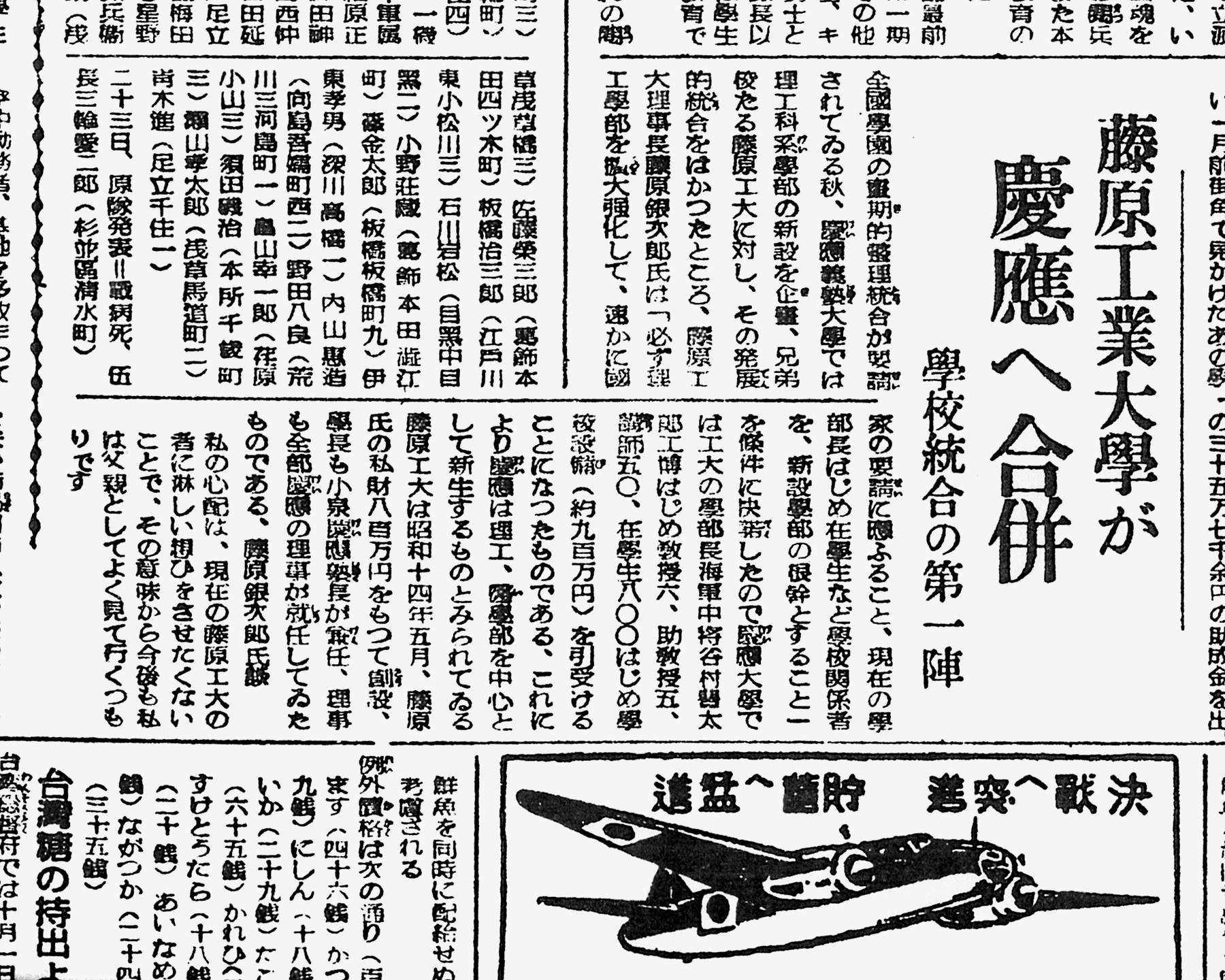
藤原工業大学が慶應へ合併（『朝日新聞』 1943年10月24日付3面）

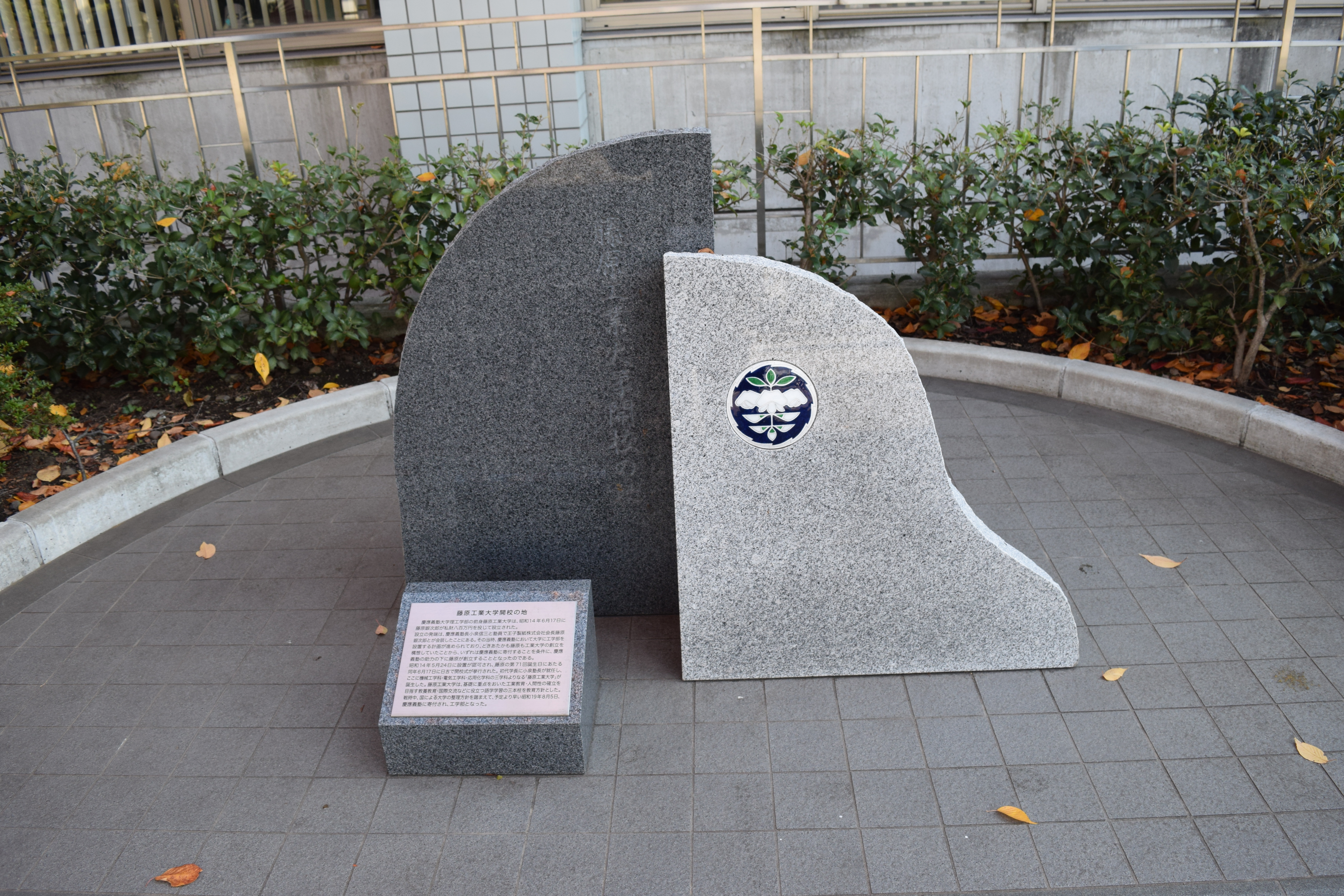
慶大日吉キャンパス塾生会館前に設置された藤原工業大学開校の地記念碑。藤原工業大学の校章が彫られている。

王子製紙社長であり慶應義塾の卒業生であった藤原銀次郎が、理工系の人材育成を目的に私財800万円を投じ、当時の慶應義塾長の小泉信三の協力も得て、将来的に慶應義塾大学へ寄付されることを前提に1939年（昭和14年）5月に設立され、校舎は日吉キャンパス内（現・日吉図書館付近）に設けられた。また大学の将来のキャンパス用地として、京浜工業地帯を見渡せる横浜市日吉の土地（現・矢上キャンパス用地）が購入されたが、この用地に校舎が移転したのは1972年（昭和47年）である。
開校当初の藤原工業大学は、機械工学科、電気工学科，応用化学科の3学科でスタートし、修業年限は予科3年・本科3年の6年制であった。また大学の教育と研究は、藤原工業大学と慶應義塾との一体的な運営が行われた。具体的には、慶應義塾普通部・慶応義塾商工学校から予科への推薦入学が実施されていた他、制服・制帽も慶應と共通の仕立てであった。なお校章については、慶應義塾の学生と区別する為に独自のものが用いられた。それは、工業を象徴する「歯車」をかたどった枠の中に、「藤原」にちなんで藤の花を入れた図案であったが、校旗の地色には「慶應の三色旗」と同じ青・赤・青の縞模様が用いられ、その中央に「歯車」の校章が置かれた。
1944年（昭和19年）8月、藤原工業大学は藤原銀次郎の構想に従い慶應義塾に併合され「慶應義塾大学工学部」となった。その後、学制改革を経て1949年（昭和24年）には、新制工学部の発足、そして、1981年（昭和56年）4月には、「慶應義塾大学理工学部」に改組されて現在に至る。
また、中等教育段階での工業人育成のために藤原工業学校（夜間工業学校、4年制）も併設されたが、後に統合や学制改革、義塾の方針によって、こちらは後身校を持たずに廃校となっている。
その後、慶應義塾大学理工学部創立75周年記念事業の一環として藤原工業大学開校の地記念碑が日吉キャンパス内に建立され、2014年3月1日に除幕式が行われた。

## 沿革
- 1939年（昭和14年）

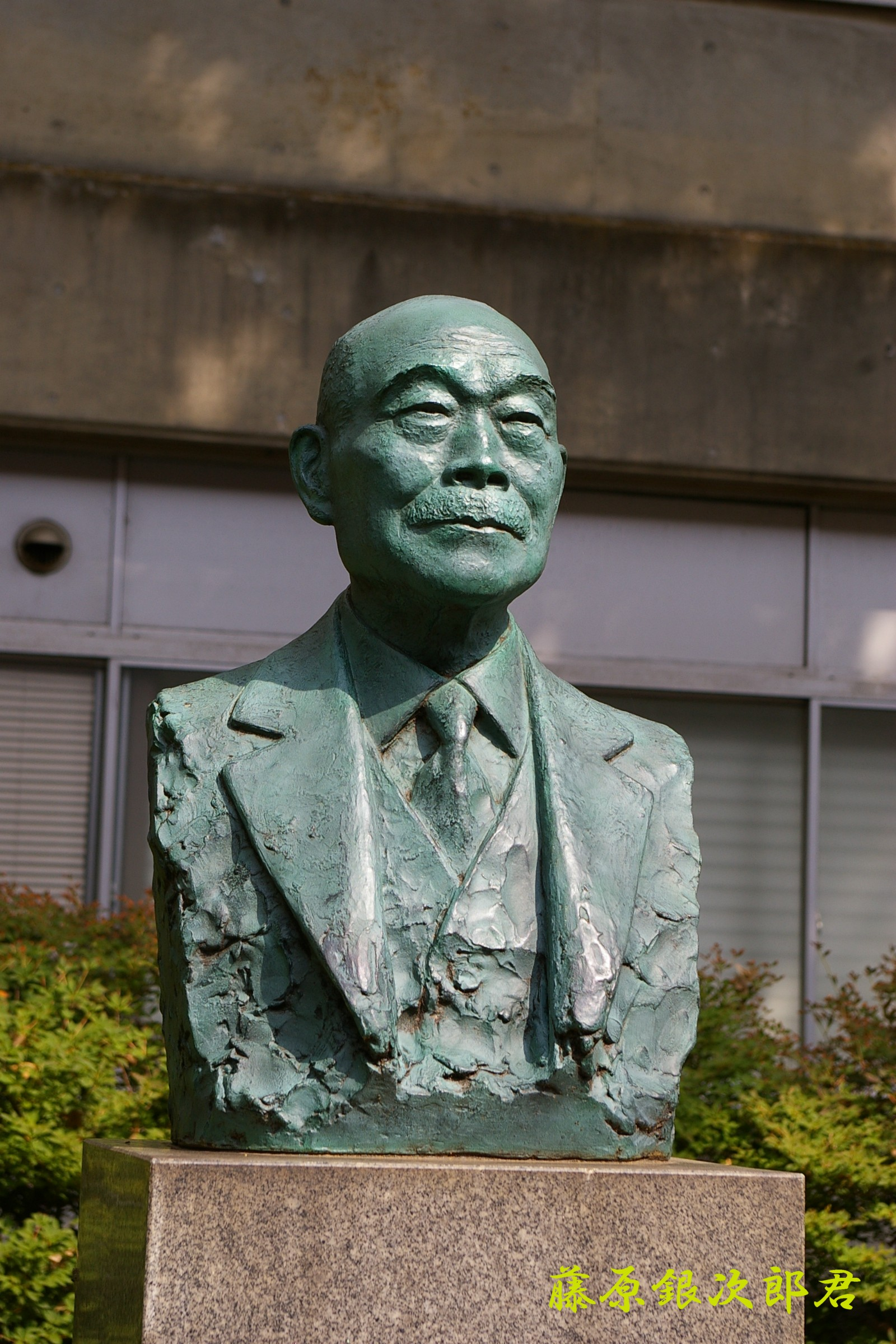
藤原銀次郎君像

  - 5月26日 - 藤原工業大学の設置が国から認可される。
  - 6月17日 - 開校式挙行。予科第1期生が入学。
- 1940年（昭和15年）
  - 7月 - 学部用地として日吉台北東の土地を購入[3]。
- 1942年（昭和17年）
  - 学部が開設される（初代工学部長・谷村豊太郎）。
- 1943年（昭和18年）
  - 7月1日 - 藤原工業大学付属藤原工業学校（国民学校高等科卒業者対象）が開校。
  - 10月21日 - 藤原工業大学の理事会にて、慶應義塾大学への移管が決定。
- 1944年（昭和19年）
  - 8月5日 - 慶應義塾大学に統合、慶應義塾大学工学部となる。藤原工業学校は慶應義塾日吉工業学校に改称。4月に三田校地に置かれた慶應義塾工業学校は慶應義塾三田工業学校に改称。
  - 8月18日 - 財団法人藤原工業大学が解散。
- 1945年（昭和20年）
  - 4月15日から4月16日 - 空襲により工学部は施設の約8割を焼失。
  - 10月 - 日吉工業学校と三田工業学校が統合、慶應義塾工業学校（三田校地）となる。
  - 12月 - 宗宮知行が学部長となる。
- 1948年（昭和23年）
  - 7月7日 - 財団法人藤原工業大学の清算事務完了。
- 1949年（昭和24年）
  - 3月31日 - 工業学校廃止。
- 2014年（平成26年）
  - 3月1日 - 日吉塾生会館前で「藤原工業大学開校の地記念碑」の除幕式を挙行[4]。

## 著名な出身者
- 綿貫民輔 - 冶金科に入学するも、同学科が戦災により廃止されたため、経済学部に転部する。
- 吉村光夫 - アナウンサー

## 脚註
1. ↑  ノーベル書房発行の『旧制大学の青春』には予科2年・本科3年の5年制と記載されている[要ページ番号]が、国立公文書館所蔵の藤原工業大学設置の認可書類には予科が3年制であることが明記され、『慶應義塾百年史』においても同様の記述がなされている（中巻（後）、718頁および731頁）。
2. ↑  “藤原工業大学開校の地記念碑除幕”.   慶應義塾大学 (2014年3月4日). 2018年10月21日閲覧。
3. ↑  戦後慶應義塾大学矢上キャンパスとなる（加藤三明、山内慶太、大澤輝嘉 編著 『慶應義塾 歴史散歩 キャンパス編』 慶應義塾大学出版会、2017年、148頁）。
4. ↑  「慶應義塾と戦争」アーカイブ・プロジェクト| 藤原工業大学開校の地記念碑、除幕